# Kaleidoscope (gruppo musicale statunitense)
I Kaleidoscope, o The Kaleidoscope sono stati un gruppo musicale statunitense.
Molto apprezzati dalla critica, i Kaleidoskope hanno coniato un rock psichedelico che, utilizzando strumenti poco convenzionali di contesti orientali, fonde diverse tradizioni nordamericane (country, folk, blues, cajun, old-time music) e di diverse parti del mondo (Est europeo, India). Alcuni critici considerano la loro musica un esempio di world music ante litteram.

## Storia del gruppo
Formati nel 1966 a Los Angeles soprattutto da David Lindley, i Baghdad Blues Band comprendevano inizialmente John Vidican, Brian Monsour, Rick O' Reill e Solomon Feldthouse. La formazione cambiò nome in Kaleidoscope quando vi entrarono Chris Darrow, che aveva già collaborato con Lindley nella Dry City Scat Band, e Chester Crill. Il gruppo comprendeva anche Richard Greene, Peter Madlem, Steve Cahill e una danzatrice del ventre che si esibiva durante i concerti del gruppo.
In seguito alla dipartita di Monsour e O' Reilly, il gruppo registrò il primo album Side Trips, uscito nel 1967. Il secondo album A Beacon from Mars del 1968 contiene due brani dal vivo, ovvero la title-track e Taxim, quest'ultima una rivisitazione psichedelica di un tradizionale turco considerata il loro cavallo di battaglia. Darrow e Vidican vennero sostituiti da Stuart Brotman e Paul Lagos. Dopo l'uscita del terzo Incredible! Kaleidoscope, pubblicato nel 1969, Lindley abbandonò il gruppo per intraprendere la carriera solista. Si assistette all'ingresso di Jeff Kaplan e Ron Johnson e l'allontanamento di Brotman. Nel 1970 incisero due brani usati nella colonna sonora di Zabriskie Point di Michelangelo Antonioni e il quarto ultimo album Bernice.
I Kaleidoskope si sciolsero nel 1971 per riformarsi occasionalmente, come confermano gli album When Scopes Collide del 1976 e Greetings From Kartoonistan... (We Ain't Dead Yet) del 1991.

## Formazione

### Ultima formazione[9]
- Chris Darrow – voce, chitarra, banjo, violino, basso
- Stuart Brotman – voce, basso
- Paul Lagos – batteria
- Max Buda – voce, violino, fisarmonica
- Solomon Feldthouse – strumenti musicali vari

### Ex membri
- Jeff Kaplan – voce
- David Lindley – voce, chitarra, banjo, violino
- Chester Crill – violino, organo, basso
- John Vidican – batteria
- Ron Johnson – basso

## Discografia

### Album in studio
- 1967 – Side Trips
- 1968 – A Beacon from Mars
- 1969 – Incredible! Kaleidoscope
- 1970 – Bernice
- 1976 – When Scopes Collide
- 1991 – Greetings from Kartoonistan... (We Ain't Dead Yet)

### Raccolte
- 1983 – Bacon from Mars
- 1983 – Rampe, Rampe
- 1990 – Egyptian Candy (A Collection)
- 2004 – Beacon From Mars & Other Psychedelic Side Trips
- 2004 – Pulsating Dreams